# Ruthie Henshall
Ruthie Henshall, właśc. Valentine Ruth Henshall (ur. 7 marca 1967) – angielska piosenkarka, tancerka i aktorka musicalowa. Debiutowała na West Endzie w 1987 w musicalu Cats.

## Życie prywatne
Urodziła się w Bromley, w południowo-wschodniej dzielnicy Londynu. Jej ojciec Dawid był dziennikarzem porannej gazety East Anglian Daily Times w Suffolk. Ukończyła szkołę artystyczną Laine Theatre Arts w Epsom. W latach dziewięćdziesiątych XX wieku była związana kilka lat z księciem Edwardem (następcą tronu).
Przez pewien czas jej partnerem był szkocki aktor John Gordon Sinclair. W 2004 Henshall poślubiła Tima Howara, kanadyjskiego aktora oraz wokalistę zespołu Mike and the Mechanics, ze związku para ma dwie córki: Lily Amalię (2003) i Dolly Olivię (2005). Para rozwiodła się w styczniu 2010.
Jej starsza siostra, Noel, zmarła w 2007 r. w San Francisco wskutek samobójczego przedawkowania leków. Ruthie ma jeszcze jedną siostrę, Susan – która była bliźniaczką Noel.
Na jesieni 2012 opublikowano autobiografii artystki So You Want To Be In Musicals?

## Kariera
Zadebiutowała w spektaklu Cascade Revue w West Cliff Theatre w Clacton-on-Sea. Na przełomie lat 80 i 90 XX wieku wzięła udział w tournée musicalu Chór jako Maggie. Niedługo potem zadebiutowała na West Endzie w Kotach Webbera będąc dublerką ról m.in. Jemimy, Demeter, Griddlebone i Grizabelli. [9]
W 1989 roku znalazła się w premierowej obsadzie musicalu Miss Saigon jako Ellen. W 1992 roku, w wieku 25 lat, wystąpiła jako Fantine w londyńskim Les Misérables – rolę tę odtwarzała m.in. na koncercie z okazji 10 rocznicy premiery. Kilkakrotnie znalazła się w obsadzie musicalu Chicago, występowała z sukcesem również na Broadwayu. Poniżej pełna lista spektakli.

## Teatr
Dane ze strony.
- Chór, UK Tour, 1987 jako Maggie
- Cats, Londyn, 1987–1989, jako Jemima, Demeter, Jellyorum i Griddlebone i Grizabella
- Miss Saigon
  - premierowa obsada londyńska, 1989–1990, jako Ellen
  - Broadway, 2000–2001 jako Ellen
- Children of Eden, premierowa obsada londyńska, 1991, jako Aphra
- Henryk VIII, Chichester Festival Theater, 1991 – Lady in Waiting
- Sisterhood, Chichester Festival Theater, 1991 jako Martine
- Valentine's Day, Chichester Festival Theater, 1991 jako Mabel
- Follow the Star, Chichester Fesival Theater, 1991–1992 jako Mary
- Les Misérables,
  - Londyn, 1992 jako Fantine
  - koncert jubileuszowy, 1995 jako Fantine
- Crazy for You, Londyn, 1993−1994 jako Polly Baker ...
- She Loves Me, Londyn, 1994 jako Amalia Balash
- Oliver!, Londyn, 1996 jako Nancy
- Divorce Me, Darling!, Chichester Festival, 1997 jako Polly Brockhurst
- Chicago – Londyn, Broadway, Cambridge Theatre – 1998, 1999, 2003, 2009, 2010) jako Roxie Hart, Velma Kelly
- Putting It Together, Broadway, 1999 jako Młodsza Kobieta)
- The Vagina Monologues
  - premierowa produkcja Off-Broadway, 2000 – zespół aktorski
  - Londyn, 2001–2002 – zespół aktorski
- Peggy Sue Got Married, premierowa produkcja Londyn, 2001 jako Peggy Sue
- The Boy from Oz, Nowy Jork, 2002 jako Liza Minnelli
- Fosse, tournée UK, 2003
- The Woman in White, premierowa obsada Londyn, 2004–2005 jako Marian
- The Other Woman, Nowy Jork, 2006 jako Emma
- Stairway to Paradise, Nowy Jork, 2007)
- Marguerite, premierowa produkcja Londyn, 2008 jako Marguerite
- Blithe Spirit, Londyn, 2011 jako Elvira

## Dyskografia

### Solo
- Ruthie Henshall Sings Gershwin – Love is Here to Stay – 1994[9]
- The Ruthie Henshall Album – 1996[10]
- Pilgrim – 2001[10]

### W obsadzie
- Children of Eden (Original London Cast) – 1991
- Crazy For You (Original London Cast) – 1993
- She Loves Me (1994 London Revival Cast) – 1994
- Miss Saigon (1995 Studio Cast) – 1995
- Les Misérables 10th Anniversary Concert – 1995
- Godspell (1993 London Studio Cast) – 1997
- She Loves Me (1994 London Cast) – 1998
- Divorce Me, Darling! (1997 Chichester Cast) – 1998
- Annie (London Studio Cast) – 1998
- Chicago – The Musical (1998 London Cast) – 1998
- Hey, Mr. Producer! – 1998
- Ziegfeld Follies of 1936 – 2001
- A Christmas Carol (Hallmark TV) – 2004
- Marguerite (Original London Cast Recording) – 2008